# 乗誓寺
乗誓寺（じょうせいじ）は、神奈川県横須賀市浦賀にある浄土真宗本願寺派の寺。

## 解説
開基である了源（平塚入道了源）は、藤原鎌足を祖として十八代を数える末裔であり、伊豆の曽我祐成を父に、大磯の虎御前を母にもち、出家前の名を河津三郎信之と称したと伝えられる。
曽我十郎、虎御前とも、江戸期より今日まで、歌舞伎や謡曲、浄瑠璃、浮世絵などでは『曽我物語』として広く民衆に親しまれ、仇討物語の代表的な演目として有名である。
河津三郎信之（出家前の了源）は、父と同じく武士として源実朝に仕え、多くの武功を残した。その恩賞として平塚の地を賜るが、同族の宿縁と積年の仇敵に感じるところがあり、求道の日々を過ごすこととなる。
時を同じくして、親鸞聖人は関東教化のために各地を歩かれていた。法縁は熟し、聖人の念仏の教えを受けた阿津三郎信之は、出家を決意する。名を了源と改め、安貞元年（1227年）平塚の地に一宇を建立し、親鸞聖人直筆の十字尊号を本尊として迎え、阿弥陀寺を開いた。

## 歴史

### 平塚から浦賀の地へ
歴代相続後の文明年間、都では応仁の乱（1467年）が起こり、各地では一揆が勃発する不安定な情勢の中、比叡山の僧兵により京都本願寺が破却された。
その余波は、関東にもいたり、当時、討伐の風説が流れるほどであった。それを知った当時の住職であり碩学の誉れ高き僧であった空浄は、文明元年（1469年）、平塚を逃れ、東海道から離れた現在の東浦賀に一宇を建て、阿弥陀寺の本尊を移し歴代の法灯を護った。『新編相模風土記稿』は、寺基を移してからの様子を「星霜を歴て堂宇発頽せんとす」と記している。本堂が崩れ落ちそうになるほどに厳しい時代を経て、元和元年（1615年）、空覚の代に再興を果たしている。
さらに、寛永十四年（1637年）には、本願寺第十三代良如宗主の御巡教のときに、阿弥陀寺を改め、現在の寺号である東教山乗誓寺を賜り、江戸期の浦賀の繁栄とともに、多方面にわたり更なる発展を遂げるのである。

### 学問・文化を民衆に開く
江戸時代後期の浮世絵師である安藤広重は、「日本湊尽・相州浦賀」という、雪化粧の浦賀湾の様子を描いた風景版画を残している。広重の目には、「東海道五十三次」と同様、江戸期の浦賀の絶景と人々の賑わいが写ったことがうかがえる。
浦賀の神社や寺院には、松尾芭蕉や小林一茶の句碑なども多く残されていることからも、通商の要所に加え、文化・芸術の交流も盛んだったことを偲ばせる。
歴代の言い伝えによると、現在墓地となっている浦山に見晴らし台があり、それらの歌人や文人、奉行などが浦賀の港を望みながら、歌舞や宴を楽しんだという。

### 学問所としての乗誓寺
乗誓寺は、浦賀の地に移ってから、民衆に対する学問所としての役割も担っていたという。
江戸初期からおこった寺子屋だけでなく、大人を対象として広く学問・文化の門戸を開いた。
宗門の学問僧である勧学を初めとして、儒学を講義した記録の残る署名な詩画僧・雲室、『二宮翁夜話』において浦賀の豪商などとのエピソードが残る二宮尊徳、乗誓寺第十五世住職と縁のあった大隈重信らが講義をしたことが伝わっている。
近代では、英語や西洋音楽をいち早く教えるなど学問・文化の最先端を民衆に開き続け、明治初期には現在の浦賀小学校の前身である郷学校がおかれていた。
尚、乗誓寺住職は世襲制により脈々と継承され、平塚より27代、浦賀より18代続く曽我兄弟十郎の子孫である。

## ギャラリー
- 大晦日ライトアップ
- 庭園と梵鐘
- 山門